# حسن ساکا
حسن سقا (انگلیسی: Hasan Saka؛ ۱۸۸۶ – ۲۹ ژوئیهٔ ۱۹۶۰) یک سیاست‌مدار اهل ترکیه بود.